# Francesco Maria Centi
Francesco Maria Centi (L'Aquila, 30 ottobre 1848 – L'Aquila, 14 gennaio 1907) è stato un politico italiano.

## Biografia
Nato all'Aquila nel 1848 da Antonio Centi e Teresa Gentileschi, conseguì la laurea in giurisprudenza e praticò la professione di avvocato. Il 10 maggio 1891 fu eletto deputato del Regno d'Italia nelle file della Sinistra storica, al posto del concittadino defunto Alfonso Palitti nel collegio di Aquila, mantenendo la carica fino alla fine anticipata della legislatura l'anno seguente. Morì nella sua città natale nel 1907.